# Drexel University
Die Drexel University ist eine private Universität in Philadelphia im US-Bundesstaat Pennsylvania.
Mit der Universität verbunden ist ein Naturhistorisches Museum, die Academy of Natural Sciences. Das Universitätsklinikum trägt den Namen Samuel Hahnemanns.

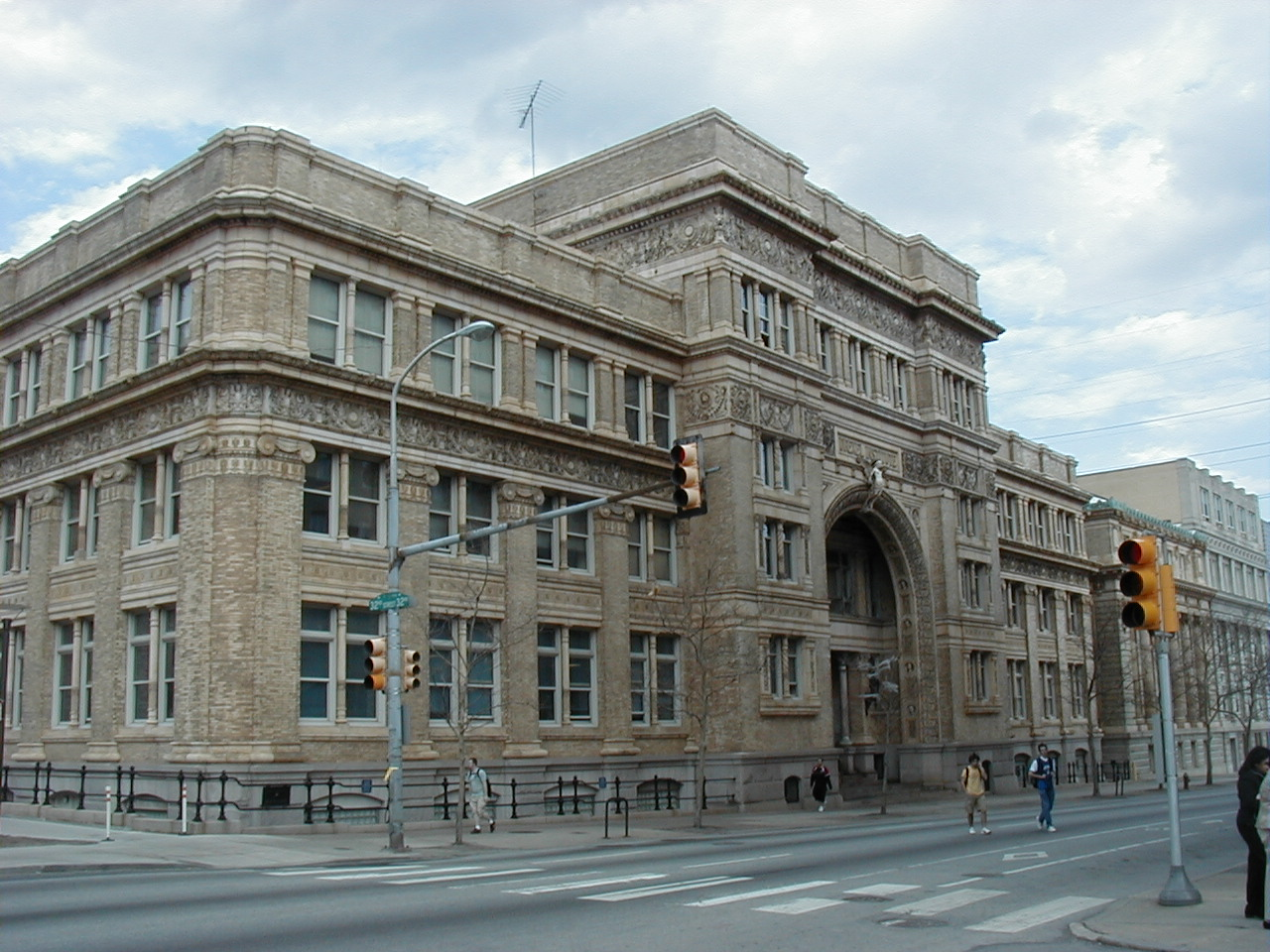
Das 1891 eröffnete Hauptgebäude der Drexel University

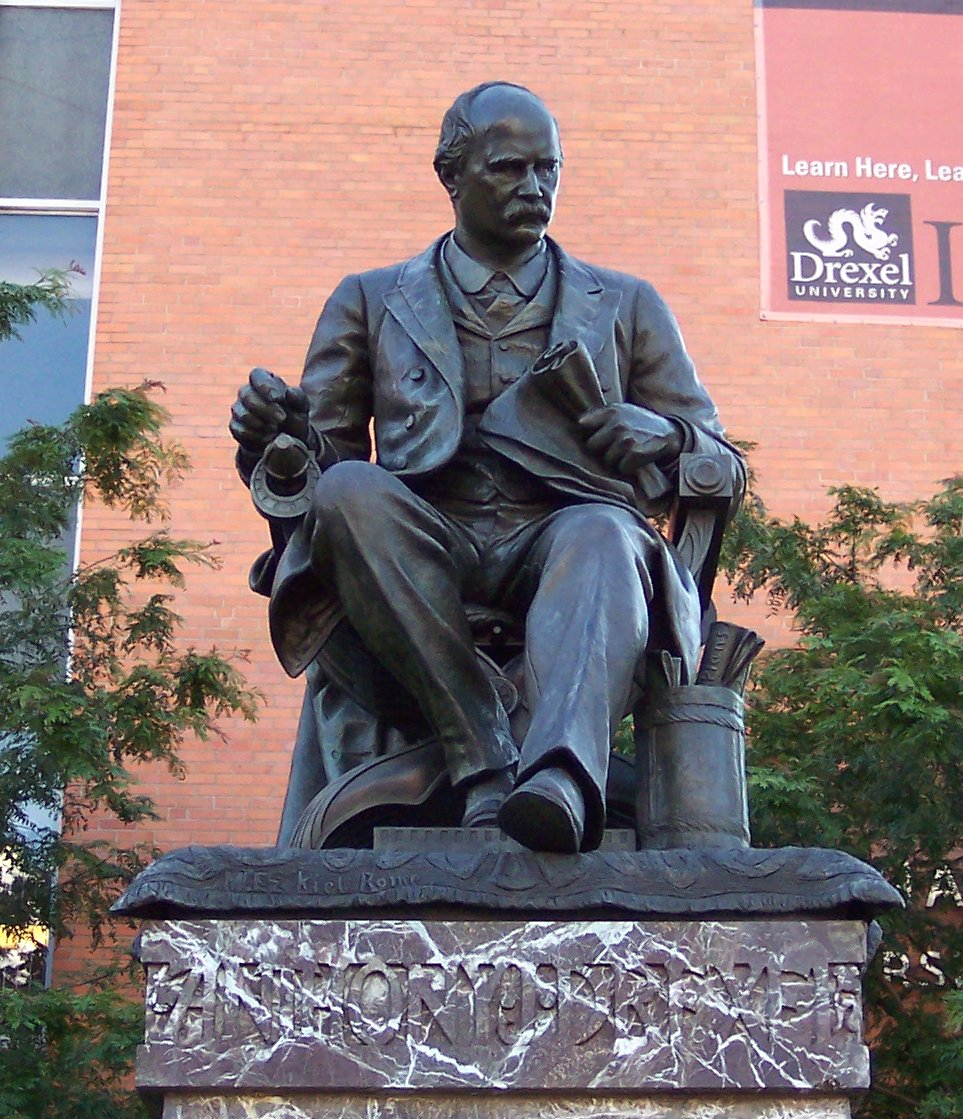
Statue von A. J. Drexel

## Historisches
Die Hochschule wurde 1891 von Anthony Joseph Drexel als Drexel Institute of Art, Science and Industry gegründet. Zuerst wurde kein akademischer Grad vergeben. Den „bachelor of science“ konnte man 1914 erwerben, als sich die 18 departments in 4 Schulen organisierten. 1927 gewährte das Commonwealth of Pennsylvania Drexel das Privileg, den master of science zu verleihen und 1965 dann den Abschluss doctor of philosophy.
Drexel hat zweimal den Namen gewechselt: 1936 wurde es das „Drexel Institute of Technology“ genannt. 1970 erhielt die Hochschule den Universitätsstatus und nannte sich dementsprechend Drexel University. Seit 2011 gehört die 1812 gegründete Academy of Natural Sciences zur Drexel University.

## Zahlen zu den Studierenden, den Dozenten und zum Vermögen
Im Herbst 2020 waren 23.589 Studierende an der Drexel University eingeschrieben. Davon strebten 14.616 (62,0 %) ihren ersten Studienabschluss an, sie waren also undergraduates. Von diesen waren 48 % weiblich und 52 % männlich; 21 % bezeichneten sich als asiatisch, 7 % als schwarz/afroamerikanisch, 7 % als Hispanic/Latino, 49 % als weiß und weitere 9 % kamen aus dem Ausland. 8.973 (38,0 %) arbeiteten auf einen weiteren Abschluss hin, sie waren graduates. Es lehrten 2.193 Dozenten an der Universität, davon 1.224 in Vollzeit und 969 in Teilzeit.
2006 waren rund 17.000 Studierende eingeschrieben.
Der Wert des Stiftungsvermögens der Universität lag 2021 bei 965,9 Mio. US-Dollar und damit 21 % höher als im Jahr 2020, in dem es 798,3 Mio. US-Dollar betragen hatte. Durch eine von 2017 bis 2022 laufende Spendenkampagne wurden insgesamt mehr als 800 Mio. US-Dollar eingenommen.

## Institute

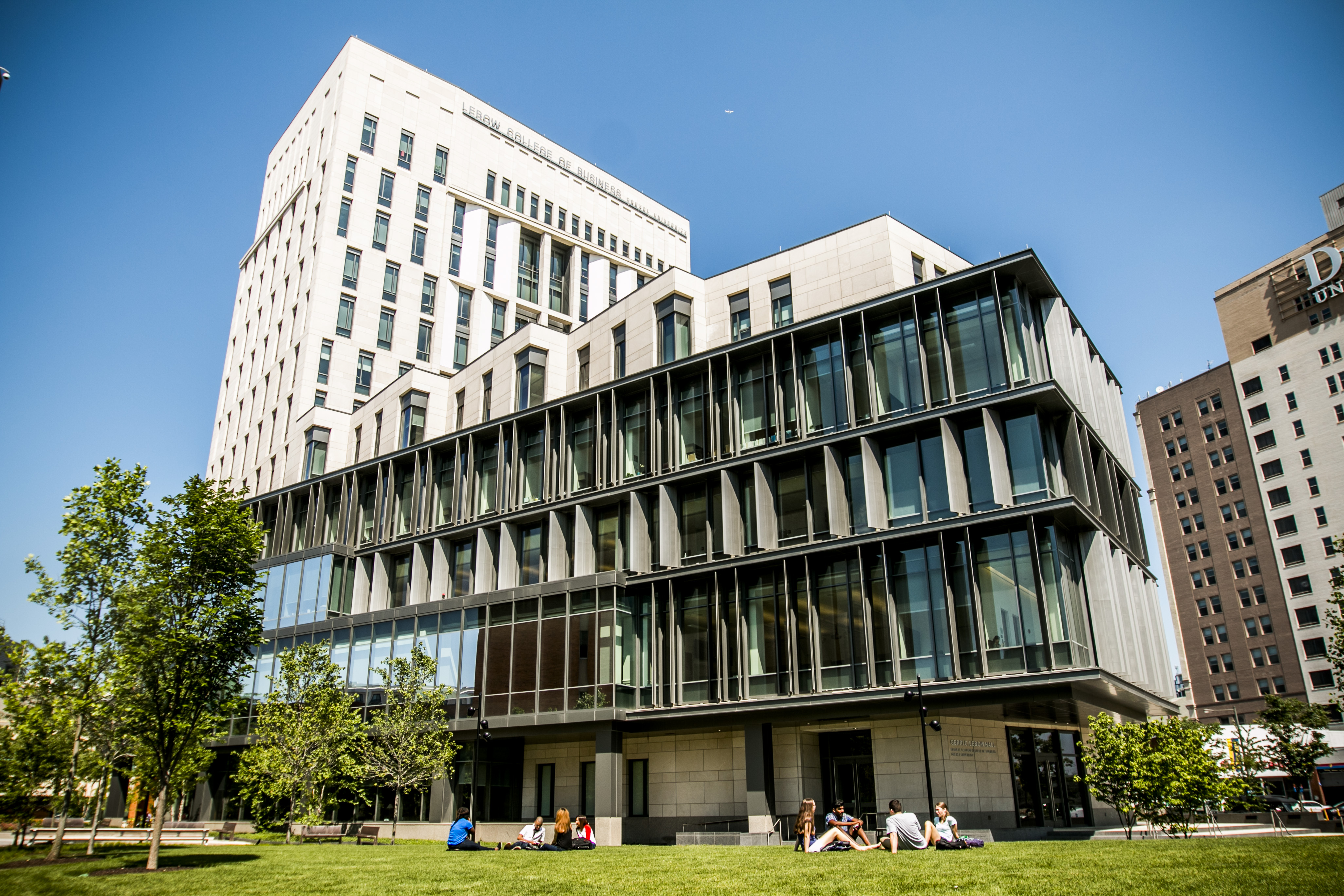
College of Business der Drexel University

Die Universität verfügt über folgende Forschungsinstitute:
- Arts and Sciences (Natur- und Geisteswissenschaften)
  - Center for Interdisciplinary Programs
  - Center for Public Policy
  - Mobilities and Research Policy

- Education (Erziehung)
  - The Center for Labor Markets and Policy
  - The Center for the Prevention of School-Aged Violence
  - The Math Forum

- Information Science
  - Data Mining & Bioinformatics Lab
  - Geographic Information Systems & Spatial Analysis Lab
  - Institute for Healthcare Informatics

- Medien, Kunst und Design (Antoinette Westphal College of Media Arts & Design), einschließlich Architektur, Innenarchitektur, Produktdesign, Modedesign, Tanz, Kunstgeschichte, Fernseh- und Medienmanagement[7]
  - Kal and Lucille Rudman Institute for Entertainment Industry Studies
  - The RePlay Lab

- Business and Leadership (Wirtschaft und Management)
  - Baiada Center for Entrepreneurship
  - Center for Corporate Governance
  - Sovereign Institute for Strategic Leadership
  - Center for Corporate Reputation Management

- Engineering (Ingenieurwissenschaft)
  - Plasmaforschung: C. & J. Nyheim Plasma Institute (bis 2016 A. J. Drexel Plasma Institute)[8]
  - A. J. Drexel Applied Communications and Information Networking (ACIN) Institute
  - A. J. Drexel Institute of Basic and Applied Protein Science
  - A. J. Drexel Nanotechnology Institute (DNI)
  - Ben Franklin Technology Partners’ Nanotechnology Institute
  - Center for Electric Power Engineering
  - Center for Telecommunications and Information Networking
  - Centralized Research Facilities (CRF)

- Public Health (Öffentliche Gesundheit)
  - Autism Public Health Research Institute
  - Center for Health Equality (CHE)
  - Center for Public Health Readiness and Communication (CPHRC)
  - Center for Nonviolence and Social Justice
  - National Resource Center on Advancing Emergency Preparedness
  - Center for Public Health Practice

## Sport
Die Sportteams der Drexel University sind die Dragons. Die Hochschule ist Mitglied in der Colonial Athletic Association.

## Persönlichkeiten
- Paul Baran (1926–2011), Miterfinder des Internets[9]
- Michael J. Behe (* 1952), Forscher („Intelligent Design“)
- Ghita Benhadi (* 1998), marokkanische Tennisspielerin
- Edward Peter Cullen (1933–2023), Bischof von Allentown
- Heilige Katharine Drexel (1858–1955), Nichte von Anthony J. Drexel
- Lex Fridman (* 1983), Podcaster[10]
- Jon Hall (* 1950), Gründer der internationalen Open-Source-Initiative
- Peter Mafany Musonge (* 1942), ehemaliger Premierminister von Kamerun
- Malik Rose (* 1974), ehemaliger Basketballspieler in der NBA
- Claire Kelly Schultz (1924–2015), Bibliothekarin, Informatikerin und Hochschullehrerin
- Norman Joseph Woodland (1921–2012), Miterfinder des Strichcodes